# Enrahonar
Enrahonar. Quaderns de Filosofia es una revista académica editada por el Departamento de Filosofía de la Universidad Autónoma de Barcelona.

## Historia
Fue fundada en 1981, trece años después de la creación de la UAB, como medio de difusión de ideas y debates en filosofía y otras disciplinas próximas. Su voluntad era continuar la tradición de la filosofía catalana que se había visto cercenada durante la Dictadura franquista, y a la vez hacerla participar en los debates internacionales contemporáneos. La elige del nombre catalán "Enrahonar" para hacer patente esta voluntad de "raonar" (de "raó", "razón") o "razonar".
En su creación participaron los profesores que fundaron el departamento de filosofía, como Josep Calsamiglia, que fue su primer director, José Montserrat Torrents, Pere Lluís i Font, Octavi Fullat, Joaquim Maristany, Victoria Camps, Magí Cadevall y Soler o Josep Manuel Udina. También contó con el apoyo y participación de Javier Muguerza, Manuel Reyes Mato, Ramón Valdés o Esperanza Guisán. Sus primeros números se hicieron eco de los diferentes congresos y encuentros de filosofía de los años 80, y son un testigo de los esfuerzos para recuperar la propia tradición filosófica, y para fomentar las relaciones con la facultad de filosofía de la Universitat de Barcelona y el Colegio de Filosofía. La preocupación por la enseñanza de la filosofía y las humanidades está también presente desde los inicios, y se hace especialmente patentiza en algunos volúmenes dedicados a la filosofía de la educación. Después de la muerte de Josep Calsamiglia en 1982, la revista fue dirigida, sucesivamente, por Josep Montserrat Torrents, Victoria Camps, Gerard Vilar, Marta Tafalla y Jaume Mensa. Desde 2018 la dirige David Casacuberta.
En su voluntad para fomentar el diálogo internacional, Enrahonar ha publicado artículos de Jürgen Habermas, Ágnes Heller, Christoph Menke, Alexander García-Düttmann, Seyla Benhabib, Cristina Lafont o Thomas Pogge entre otros.

## Actualmente
Enrahonar publica artículos científicos originales que tienen que pasar por un proceso de revisión por pares, y también críticas de libros. Publica mayoritariamente en catalán, castellano e inglés, pero también en otras lenguas románicas. Combina la difusión de la filosofía catalana con el interés por las discusiones filosóficas actuales en otras lenguas y culturas. Ha publicado varios números monográficos de filosofía catalana en los cuales ha tratado temas como el exilio durante el franquismo de los pensadores catalanes, la filosofía catalana medieval y moderna, o la filosofía catalana del siglo XX. Y respecto a las discusiones filosóficas actuales, ha dedicado monográficos, entre otros, a Adorno, Heidegger, Nietzsche, Rawls, la filosofía de la educación, estética, estética de la naturaleza, filosofía y literatura, la filosofía de los derechos humanos, la filosofía alemana contemporánea o la filosofía oriental.